# El Manzanillal
El Manzanillal es una localidad del municipio de Juárez ubicado en el noroeste del estado mexicano de Chiapas.

## Geografía
La localidad de El Manzanillal se sitúa en las coordenadas geográficas 17°39′34″N 93°07′02″O / 17.659444, -93.117222, a una elevación de 12 metros sobre el nivel del mar.

## Demografía
Según el Conteo de Población y Vivienda 2005, efectuado por el Instituto Nacional de Estadística y Geografía, El Manzanillal tenía 6 habitantes, en 2010 la población era de 6 habitantes, y para 2020 había 33 habitantes de los cuales 17 son del sexo masculino y 16 del sexo femenino.
| Gráfica de evolución demográfica de El Manzanillal entre 2005 y 2020 |
|                                                                      |
| INEGI.                                                               |